# Thunderbird Country Club
De Thunderbird Country Club is een countryclub in de Verenigde Staten. De club werd opgericht in 1952 en bevindt zich in Rancho Mirage, Californië. De club beschikt over een 18-holes golfbaan met een par van 72 en werd ontworpen door de golfbaanarchitect John Dawson.
Naast een golfbaan biedt de club ook twee tennisbanen (hardcourt) en een fitnesscentrum aan.

## Golftoernooien
Voor de heren is de lengte van de golfbaan 6359 m met een par van 72. De course rating is 73,1 en de slope rating is 128.
- Bob Hope Classic: 1960-1962